# Accord de Buttonwood

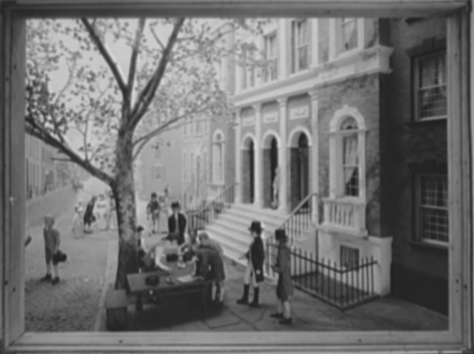
Représentation de traders sous le platane d'Occident (buttonwood tree)

Ne doit pas être confondu avec Accords de Bretton Woods.
L'accord de Buttonwood - du nom du platane d'Occident ("buttonwood tree" en anglais), situé à l'emplacement de l'actuel numéro 68 de la rue Wall Street, sous lequel traders et spéculateurs se rassemblaient pour commercer - fut signé le 17 mai 1792 par vingt-quatre traders new yorkais, marquant la naissance de la bourse de Wall Street. 
La société du New York Stock Exchange (NYSE), ou place boursière de New York, fut officiellement créée le 8 mars 1817 en tant que "New York Stock & Exchange Board". En 1863, la compagnie fut rebaptisée du nom « New York Stock Exchange », plus court.

## Pères fondateurs
Ci-dessous, la liste des vingt-quatre agents de change qui signèrent l'accord de Buttonwood (ainsi que leurs lieux de travail, tous situés dans l'actuel quartier des affaires de Manhattan) :
- Leonard Bleecker … 16, Wall Street
- Hugh Smith … Tontine Coffee House (voir ci-dessous)
- Armstrong & Barnewall … 58, Broad Street
- Samuel March … 243, Queen Street
- Bernard Hart … 55, Broad Street
- Alexander Zuntz … 97, Broad Street
- Andrew D. Barclay … 136, Pearl Street
- Sutton & Hardy … 20, Wall Street
- Benjamin Seixas … 8, Hanover Square
- John Henry … 13, Duke Street
- John A. Hardenbrook … 24, Nassau Street
- Samuel Beebe … 21 Nassau Street
- Benjamin Winthrop … 2 Great Dock Street
- John Ferrers … 205 Water Street
- Ephraim Hart … 74, Broadway
- Isaac M. Gomez … 32, Maiden Lane
- Julian McEvers … 140, Greenwich Street
- Augustine H. Lawrence … 132, Water Street
- G. N. Bleecker … 21, Broad Street
- John Bush … 195, Water Street
- Peter Anspach … 3, Great Dock Street
- Charles McEvers Jr. … 194, Water Street
- David Reedy … 58, Wall Street
- Robinson & Hartshorne … 198, Queen Street

## LaTontine Coffee House
Plus tard, en 1793, les courtiers se réunirent pour spéculer dans la Tontine Coffee House de Hugh Smith.